# Maud Jansson
Maud Jansson, född 8 augusti 1969, är en svensk dartspelare bosatt i Stockholm. Hon kastar för Stockholmsklubben Steel Tons.
Maud startade sin karriär i Uppsala och är en av Sveriges bästa damspelare.